# Valea Soarelui
Valea Soarelui – wieś w Rumunii, w okręgu Aluta, w gminie Redea. W 2011 roku liczyła 296 mieszkańców.